# Joseph William Tobin
Joseph William Tobin, C.Ss.R. (nascut el 3 de maig de 1952) és un prelat estatunidenc de l'Església Catòlica. El 7 de novembre de 2016, el Papa Francesc el va nomenar arquebisbe de Newark, Nova Jersey. Havia servit com a arquebisbe de l'arxidiòcesi d'Indianapolis des del 18 d'octubre de 2012. Tobin anteriorment havia exercit com a secretari de la Congregació per als Instituts de Vida Consagrada i Societats de Vida Apostòlica (CIVCSVA) des del 2 d'agost de 2010. El 19 de novembre de 2016 va ingressar al Col·legi de Cardenals.

## Biografia

### Primers anys i educació
Tobin va néixer a Detroit, Michigan, el 1952, el primer dels tretze fills de Joseph W. Tobin i Marie Terese Kerwin. Va ser batejat cinc dies després del seu naixement a la històrica Església del Santíssim Redemptor, fundada i administrada per la Congregació del Santíssim Redemptor. Més tard va assistir a l'escola parroquial allà.
En el moment en què s'havia graduat, Tobin es va sentir cridat per servir com sacerdot catòlic, dirigint-se als Redemptoristes, pels quals va ser acceptat com a candidat. Va assistir a St. Joseph College Preparatory a Edgerton, Wisconsin, el seminari menor dels redemptoristes. Després de graduar-se el 1970, va ser rebut al noviciat de la Congregació per començar la seva formació com a membre. Va fer la seva professió temporal dels vots religiosos com a membre de la congregació el 5 d'agost de 1972, i els seves vots perpetus el 21 d'agost de 1976.
El 1975 Tobin va aconseguir una llicenciatura en filosofia pel Holy Redeemer College de Waterford, Wisconsin, després de la qual cosa va ser enviat a estudiar al Mount St. Alphonsus Seminary a Esopus, Nova York, on va obtenir un màster en educació religiosa (1977) i un màster en Divinitat en Teologia Pastoral (1979).

### Ordenació i ministeri
Tobin va ser ordenat sacerdot l'1 de juny de 1978. A l'any següent, va tornar a casa quan va ser nomenat vicari parroquial de la parròquia del Sant Redemptor a Detroit. Més tard va ser nomenat rector allà, servint entre 1984 i 1990. De 1990 a 1991, va exercir com a rector de la parròquia Sant Alfons a Chicago, Illinois. Va exercir com a vicari episcopal per a l'arxidiòcesi de Detroit (1980-1986); també va oferir la seva col·laboració al tribunal matrimoni diocesà local.
Tobin va ser triat Consultor General dels Pares Redemptoristes el 1991 i el 9 de setembre de 1997 va ser triat Superior General, va confirmar per un altre mandat en aquest càrrec el 26 de setembre de 2003. Aquest mateix any es va convertir en el vicepresident de la Unió de Superiors Generals. També va ser membre del Consell de Relacions entre la Congregació per als Instituts de Vida Consagrada i les Societats de Vida Apostòlica i la Unió Internacional de Superiors Generals entre 2001-2009.
El 2005, va participar en un sínode de bisbes a Roma, on va passar una setmana en un grup de discussió en espanyol que inclou l'arquebisbe de Buenos Aires Jorge Mario Bergoglio, que després es va convertir en el Papa Francesc.
Tobin va passar el 2010 prenent un any sabàtic unit a Blackfriars Hall, Oxford, i quedant-se amb el Germans de La Salle. Va seguir el seu interès en l'augment de la secularització i la cultura secular, assistint a seminaris pel sociòleg de la religió i antropòleg Peter Clarke, estudiant a l'Institut Les Cases i prenent classes en Blackfriars.
Tobin parla anglès, espanyol, francès, italià i portuguès.

### Cúria Romana, secretari de la Congregació per als Instituts de Vida Consagrada i Societats de Vida Apostòlica
El 2 agost 2010 Tobin va ser nomenat pel càrrec curial de secretari de la Congregació per als Instituts de Vida Consagrada i Societats de Vida Apostòlica i arquebisbe titular d'Obba. Tobin és el segon clergue nord-americà que ocupa el càrrec. El maig de 2009 Tobin va ser nomenat per supervisar els homes que professen visita apostòlica de l'Església a Irlanda, prevista per a setembre de 2010. Va rebre la seva consagració episcopal a Roma el 9 d'octubre de 2010. Tobin va ser informat del seu nomenament dues setmanes abans que fos anunciant. Va recordar que «jo estava pintant la casa de la meva mare a Ontario quan va sonar el telèfon. La veu en l'altre extrem va dir que era el cardenal Bertone, i el primer que vaig pensar va ser que era una broma ... ja saps, vaig pensar que potser era un dels redemptoristes fent el ximple. Ràpidament, però, em vaig adonar que realment era Bertone, i va dir que el Sant Pare vol que facis això. La meva primera reacció va ser dir-li que estava més enllà de mi, que podria donar-li la noms de cinc persones molt més qualificades per fer aquesta feina que jo. Jo li ho deia completament de debò. Però el cardenal Bertone va dir que no, això és el que el Sant Pare vol. Ell va dir que podria prendre una setmana o deu dies per pensar-hi, així que vaig parlar amb els meus superiors, els meus amics més propers a la vida religiosa, i el meu director espiritual.»
Tobin va dir que «[la seva] esperança és que la relació del Vaticà amb les esglésies locals pugui ser una mena de tensió creativa. Crec que la vida sense tensió seria molt avorrida i inútil. No podem caminar, no podem parlar, no podem cantar sense tensió. Cal tenir la tensió en les cordes vocals i l'esquena, i molt menys una guitarra. Malgrat tot, la tensió pot ser destructiva. El desafiament és reconèixer la diversitat de dons i la pluralitat de les esglésies i l'esperit el que ens uneix. I jo crec que és l'aventura de la seva vida.»
Quan Tobin va arribar a la Congregació per als Instituts de Vida Consagrada i Societats de Vida Apostòlica, s'estava duent a terme una visita -la inspecció crítica dels ministeris i organització dels 341 instituts de religioses als Estats Units. La Congregació per a la Doctrina de la Fe estava realitzant una avaluació doctrinal de la Conferència de Lideratge de Dones Religioses, centrant-se en l'ortodòxia teològica. Al desembre de 2010 Tobin va dir que Roma necessitava reconèixer la "profunditat de la ira i el dolor" provocat per la visita, dient que il·lustra la necessitat d'una "estratègia de reconciliació" amb les religioses. La Congregació per a la Doctrina de la Fe va emetre el seu informe sobre la Conferència de Lideratge de Dones Religioses a l'abril de 2012, i Tobin va quedar suposadament descontent tant amb el seu contingut i amb el fracàs de la Congregació per a la Doctrina de la Fe per consultar amb ell abans de deixar-lo anar. A l'agost va criticar públicament la forma en que el seu predecessor havia arranjat la visita del CICLSAL, un esdeveniment separat Congregació per als Instituts de Vida Consagrada i Societats de Vida Apostòlica de la investigació de la Congregació per a la Doctrina de la Fe de la Conferència de Lideratge de Dones Religioses, des del principi: «crec que la visita ha de tenir un aspecte dialògic, però el forma en què això es va estructurar al principi realment no afavoreix això.»

### Arquebisbe d'Indianapolis
El 18 d'octubre de 2012, el Papa Benet XVI rellevà Tobin del seu càrrec a la cúria per posar-lo al capdavant de l'arxidiòcesi d'Indianapolis, una comunitat catòlica de 246.000 persones. Va instal·lar-se el 3 de desembre de 2012. S'havia rumorejat que la reassignació de Tobin es devia al que havia donat a conèixer el seu descontentament amb la Congregació per a la Doctrina de la Fe per l'informe molt crític sobre la Conferència de Lideratge de Dones Religioses als Estats Units a l'abril de 2012.
El juny de 2014, Tobin va advertir que la polarització ideològica de la vida política nord-americana «ajuda a contribuir a la balcanització dels catòlics nord-americans en les anomenades ala dreta i ala esquerra, o faccions progressistes i tradicionalistes, assenyalant-se amb el dit l'un a l'altre». Parlant en una reunió del College Theology Society, va dir que «Al meu entendre, assenyalar amb el dit fa un gran mal a la vida religiosa, perquè ens fa defensiva» i «ens sentim constantment obligats a defensar-nos d'altres partits a l'Església.»

### El cardenal
El 9 d'octubre de 2016, el Francesc va anunciar que Tobin seria creat cardenal en el consistori a celebrar el 19 de novembre. Va ser fet cardenal prevere i se li assigna l'església titular de Santa Maria delle Grazie al Trionfale.

### Arquebisbe de Newark
El 7 de novembre de 2016, Francesc nomenat Tobin com a arquebisbe de Newark, una seu que mai abans havia estat dirigida per un cardenal. La seva instal·lació està prevista per al 6 de gener de 2017.